# Åmot (Szwecja)
Åmot – miejscowość (tätort) w Szwecji, w regionie administracyjnym (län) Gävleborg, w gminie Ockelbo.
Według danych Szwedzkiego Urzędu Statystycznego liczba ludności wyniosła: 238 (31 grudnia 2015), 218 (31 grudnia 2018) i 214 (31 grudnia 2019).